# Dicranota basistylata
Dicranota basistylata är en tvåvingeart som beskrevs av Alexander 1958. Dicranota basistylata ingår i släktet Dicranota och familjen hårögonharkrankar. Inga underarter finns listade i Catalogue of Life.